# Casa Norat
La Casa Norat és un edifici de la Rambla de la Llibertat del municipi de Girona. Forma part de l'Inventari del Patrimoni Arquitectònic de Catalunya. Roca i Pinet és l'autor de la remodelació d'aquesta casa preexistent, realitzada seguint l'arquitectura modernista.

## Descripció
És un edifici residencial desenvolupat en baixos i quatre plantes, entre mitgeres. La façana de la Rambla presenta una interessant tribuna de caràcter modernista neogòtic. Són interessants les figures alades cisellades a la part superior, que recorden figures de l'obra de Domènech i Muntaner sobre un estucat llis marcant franges horitzontals.